# August von Krempelhuber
August von Krempelhuber (Monaco di Baviera, 14 settembre 1813 – Monaco di Baviera, 2 ottobre 1882) è stato un botanico tedesco.

## Biografia
Nacque da una famiglia di nobili, studiò scienze forestali presso l'Università di Monaco. Attraverso il suo lavoro nel settore forestale, sviluppò un interesse per i licheni, pubblicando numerosi articoli nel campo della lichenologia. Viaggiò ampiamente in tutta Europa dal quale imparò diverse lingue, tra cui il latino e il greco classico. La sua analisi dei licheni comprendeva specie sia europee che esotiche (Argentina, Brasile, Nuova Zelanda e altri).
Tra le sue opere scritte vi è Geschichte und Litteratur der Lichenologie, un libro sulla storia e la letteratura della lichenologia dall'antichità fino all'anno 1865.
La sua collezione di quasi 20.000 esemplari è ora conservata presso il Botanische Staatssammlung München. Il genere di funghi Krempelhuberia è stato nominato in suo onore da Abramo Bartolommeo Massalongo.